# André Cruz
André Alves da Cruz (Piracicaba, 20 september 1968), bekend als André Cruz, is een voormalig Braziliaans voetballer. Hij speelde als verdediger onder andere voor AC Milan, Sporting CP, Standard Luik en Brazilië. Voor zijn land deed hij mee aan het Wereldkampioenschap 1998.

## Statistieken
| Seizoen | Club              | Wedstrijden | Doelpunten | Competitie    |
| ------- | ----------------- | ----------- | ---------- | ------------- |
| 1986    | Ponte Preta       | 14          | 0          | Série A       |
| 1987    | Ponte Preta       | 0           | 0          | Série A       |
| 1988    | Ponte Preta       | 0           | 0          | Série B       |
| 1989    | Ponte Preta       | 0           | 0          | Série B       |
| 1990    | Flamengo          | 26          | 5          | Série A       |
| 1990/91 | Standard Luik     | 28          | 2          | Eerste Klasse |
| 1991/92 | Standard Luik     | 30          | 5          | Eerste Klasse |
| 1992/93 | Standard Luik     | 16          | 2          | Eerste Klasse |
| 1993/94 | Standard Luik     | 33          | 9          | Eerste Klasse |
| 1994/95 | Napoli            | 30          | 7          | Serie A       |
| 1995/96 | Napoli            | 29          | 1          | Serie A       |
| 1996/97 | Napoli            | 24          | 5          | Serie A       |
| 1997/98 | AC Milan          | 11          | 1          | Serie A       |
| 1998/99 | AC Milan          | 2           | 0          | Serie A       |
| 1998/99 | Standard Luik     | 10          | 1          | Eerste Klasse |
| 1999/00 | Torino            | 13          | 1          | Serie A       |
| 1999/00 | Sporting Portugal | 18          | 4          | SuperLiga     |
| 2000/01 | Sporting Portugal | 33          | 2          | SuperLiga     |
| 2001/02 | Sporting Portugal | 27          | 3          | SuperLiga     |
| 2002    | Goiás             | 16          | 1          | Série A       |
| 2003    | Internacional     | 10          | 1          | Série A       |
| 2004    | Goiás             | 2           | 0          | Série A       |
| Totaal  |                   | 372         | 50         |               |

## Erelijst
Standard Luik
- Beker van België

1993
Zilveren medaille
 Brazilië
- WK

1998
- Olympische spelen

1988
1 Taffarel ·
2 Mazinho ·
3 Mauro Galvão ·
4 André Cruz ·
5 Branco ·
6 Ricardo Gomes  ·
7 Bebeto ·
8 Geovani Silva · 
9 Valdo ·
10 Tita ·
10 Bismarck ·
11 Romário ·
12 Acácio ·
13 Josimar ·
13 Zé Teodoro ·
14 Aldair ·
15 Alemão ·
16 Cristóvão ·
17 Dunga ·
18 Renato Gaúcho ·
19 Baltazar ·
20 Paulo Silas ·
21 Charles ·
22 Zé Carlos ·
Coach: Lazaroni
1 Taffarel ·
2 Jorginho ·
3 Aldair ·
4 Ronaldão ·
5 César Sampaio ·
6 Roberto Carlos ·
7 Edmundo ·
8 Dunga  · 
9 Túlio Maravilha ·
10 Juninho Paulista ·
11 Zinho ·
12 Danrlei ·
13 Rodrigo ·
14 André Cruz ·
15 Narciso ·
16 Leandro Ávila ·
17 Beto ·
18 Leonardo ·
19 Souza ·
20 Ronaldo ·
21 Sávio ·
22 Dida ·
Coach: Zagallo
1 Taffarel ·
2 Cafú ·
3 Aldair ·
4 Júnior Baiano ·
5 César Sampaio ·
6 Roberto Carlos ·
7 Giovanni ·
8 Dunga  ·
9 Ronaldo ·
10 Rivaldo ·
11 Emerson ·
12 Carlos Germano ·
13 Zé Carlos ·
14 Gonçalves ·
15 André Cruz ·
16 Zé Roberto ·
17 Doriva ·
18 Leonardo ·
19 Denílson ·
20 Bebeto ·
21 Edmundo ·
22 Dida ·
Coach: Zagallo